# Блумингтон (Ајдахо)
Блумингтон (енгл. Bloomington) град је у америчкој савезној држави Ајдахо.

## Демографија
По попису из 2010. године број становника је 206, што је 45 (-17,9%) становника мање него 2000. године.
| Група             | 2000.       | 2010.       |
| Белци             | 242 (96,4%) | 181 (87,9%) |
| Афроамериканци    | 0 (0,0%)    | 0 (0,0%)    |
| Азијати           | 0 (0,0%)    | 5 (2,4%)    |
| Хиспаноамериканци | 6 (2,4%)    | 17 (8,3%)   |
| Укупно            | 251         | 206         |